# Екстракція
Екстра́кція — спосіб розділення суміші речовин на складові частини за допомогою розчинника, в якому вони розчиняються неоднаково. Результат екстрагування.
Екстракція базується на різниці коефіцієнтів розподілу різних речовин між двома фазами: двома рідинами, які не змішуються, рідиною та твердим тілом, рідиною та газом.

## Загальна інформація
Метод розділення, де використовується різниця коефіцієнтів розподілу різних речовин між двома фазами: двома рідинами, які не змішуються, рідиною та твердим тілом, рідиною та газом.  Витягування одного або кількох компонентів може здійснюватись також за допомогою екстрактивного агента — спеціально доданої субстанції до фази, яку беруть для вилучення речовини зі суміші, що суттєво змінює коефіцієнт розподілу екстрагованої речовини.  
Екстракція включає стадію змішування початкового розчину з екстрагентом, стадію механічного розділення (розшарування) двох фаз — екстракту, збагаченого компонентом, що вилучається, і залишку початкового розчину (рафінату); видалення екстрагенту з обох фаз і його регенерацію з метою повторного використання. Зазвичай екстракт є органіч. розчином, а рафінат — водним.
Екстракція — масообмінний процес, який кількісно характеризується коефіцієнту розподілу — відношенням рівноважних концентрацій компонента, що вилучається у водній і органічній фазах відповідно. Швидкість процесу Е. визначається різницею між рівноважною і робочою концентраціями компонента, що вилучається в екстракт. 
Розрізнюють йонообмінний, сольватаційний і змішаний механізми Е. 
Процес екстракції проводять в спец. апаратах — екстракторах. 
Для протитечійної багатоступінчастої екстракції характерна висока міра вилучення цільового компонента — понад 99%. 
Реекстракція забезпечується зміною ступеня окиснення і координаційного числа атомів металів, рН водної фази, температури і інш. чинників.
Екстракція використовується в гідрометалургії і технології рідкісних металів для вилучення і очищення Cu, Ni, Та, Co, Мо, Re, Th, Mn, Hf і інших, в урановій промисловості для отримання і концентрування урану та переробки радіоактивних відходів, а також в нафтопереробці.

## Екстракція газова
Екстракція газова — селективне вилучення рідких компонентів сумішей у фазу стисненого надкритичного газу (СО2, етан та ін.), що відбувається завдяки різкому зростанню розчинності біля критичної точки.

## Екстракція рідинна
Екстракція рідинна — вибіркове вилучення компонентів розчину в окремий розчинник, що знаходиться в контакті та може містити екстрактивний агент; кількісною характеристикою процесу є коефіцієнт розподілу — відношення рівноважних концентрацій речовини у фазах.

## Екстракція з твердих горючих копалин
Органічні розчинники і їх суміші здатні екстрагувати з твердих горючих копалин різні кількості речовин. 
Обробка здійснюється такими методами:
- Обробка розчинниками при кімнатній температурі.
- Обробка розчинниками при температурах нижче за точку їх кипіння (за принципом екстрактора Сокслета).
- Обробка киплячими розчинниками або в їх парах (за принципом екстрактора Грефе або Грефе-Зайченка).
- Обробка розчинниками при температурі вище за точку їх кипіння під тиском (в автоклаві).
- Обробка при кімнатній температурі здійснюється шляхом безпосереднього контакту вугілля з розчинником в колбі або іншій посудині протягом певного часу.

Обробка ТГК розчинниками в екстракторі Сокслета основана на тому, що сконденсовані пари киплячого розчинника подають в гільзу з пробою ТГК, що досліджується, де холодний або теплий розчинник взаємодіє з нею, утворюючи розчин, який періодично або постійно перетікає по сифонній трубці в колбу екстрактора.
Екстрактор Грефе відрізняється тим, що ТГК в гільзі з фільтрувального паперу вміщується всередині колби, в парах киплячого розчинника.
Під дією органічних розчинників з різних видів ТГК в розчин переходять ті або інші кількості екстрактів, які називають бітумами. Кількість, склад і властивості речовин, що виділяються навіть з одного і того ж зразка різними розчинниками і в різних умовах, неоднакові, в зв'язку з чим потрібна стандартизація умов обробки.

## Дотичні терміни
Екстрактивний — 
1) Той, що стосується екстракції. 
2) Той, що має властивості екстракту. 
3) Екстрактивні речовини — органічні небілкові речовини, які містяться в тваринних і рослинних тканинах і які можна одержати екстракцією за допомогою киплячої води.